# تیم ملی فوتبال آفریقای جنوبی

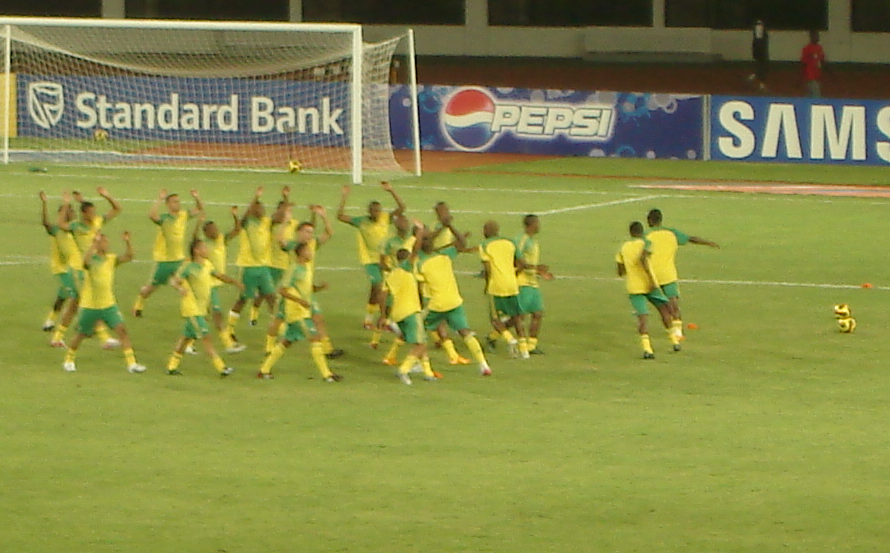

 بازیکنان افریقایی جنوبی در حال آمادگی برای بازی
تیم ملی فوتبال آفریقای جنوبی (به انگلیسی: South Africa national football team) یک تیم فوتبال بین‌المللی است که به نمایندگی از کشور آفریقای جنوبی به میدان می‌رود. این تیم زیر نظر اتحادیه فوتبال آفریقای جنوبی فعالیت می‌کند.آفریقای جنوبی در سال ۲۰۱۰ میزبان جام جهانی بود که اولین کشور آفریقایی بود که میزبان جام جهانی بود.متاسفانه این تیم بدلیل ضعیف بودن و نداشتن آمادگی در همان مرحله گروهی حذف شد و نتوانتست به مرحله حذفی برسد و رویای برنده شدن را در پیش بگیرد و اسپانیا قهرمان آن دوره شد.تیم آفریقای جنوبی همچنین در جام ۱۹۹۸ فرانسه بالا آمد و این اتفاق ناگوار دوباره افتاد و خود فرانسه برنده جام خود شود . این تیم باخت های بسیاری داشته مثلا در برابر استرالیا یا ایالات متحده آمریکا و برد های شیرینی مثل کامرون و استرالیا داشته است.این تیم بعد از میزبانی اش در جام جهانی نتوانسته است به جام های دیگر صعود کند   متاسفانه این تیم در جام ملت های آفریقا ۲۰۱۹ نیز نتوانست به مراحل بالاتر برود و مقابل نیجریه شکست خورد  1 _ 0 